# Heban

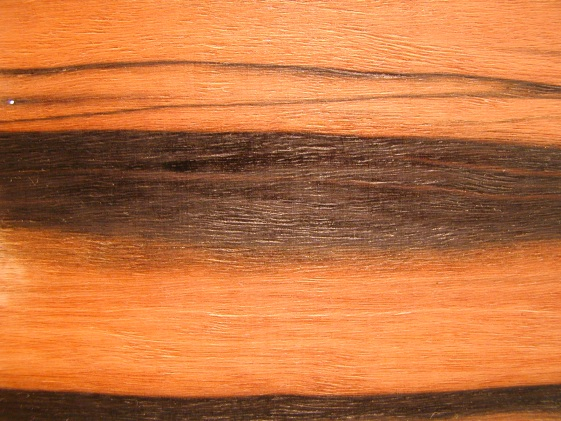
Heban z Madagaskaru

Heban – cenne drewno różnych gatunków drzew (głównie hebanowców) rosnących w strefie międzyzwrotnikowej i podzwrotnikowej. Jest ciemno zabarwione lub czarne, twarde, ciężkie, trudno łupliwe. Wykorzystywane jest do wyrobu instrumentów muzycznych, przyborów kreślarskich, mebli artystycznych, a także w rzeźbiarstwie.
Nazwy hebanu powiązane są z barwą drewna, np. heban czarny, heban zielony, lub z krajem albo portem wywozu, np. heban Bombaj, heban Cejlon, heban Madagaskar. Największą wartość ma heban czarny, dostarczany głównie przez gatunki drzew z rodzaju Diospyros, głównie Diospyros ebenum.
Imitację hebanu można otrzymać poprzez nasycenie odpowiednimi barwnikami drewna z gruszy, dębu lub grabu. Szczególnie ciemny kolor ma tzw. czarny dąb, nazywany także „polskim hebanem”.